# Луїза Гессен-Дармштадтська
Луїза Генрієтта Кароліна Гессен-Дармштадтська (нім. Luise Henriette Karoline von Hessen-Darmstadt; 15 лютого 1761—24 жовтня 1829) — принцеса Гессен-Дармштадтська, донька принца Георга Вільгельма та графині Лейнінген-Фалькенбурзької Марії Луїзи, дружина великого герцога Гессенського та Прирейнського Людвіга I.

## Біографія
Луїза Генрієтта народилась 15 лютого 1761 року у Дармштадті. Вона була третьою донькою донькою та восьмою дитиною в родині принца Гессен-Дармштадтського Георга Вільгельма та його дружини Марії Луїзи Лейнінген-Фалькенбурзької.

Через 4 дні після свого 16-річчя Луїза пошлюбилася із своїм кузеном Людвігом, сином правлячого ландграфа Гессен-Дармштадта. Весілля відбулося 19 лютого 1777 року у Дармштадті. За десять місяців народила первістка. Всього ж у шлюбі народила шестеро дітей

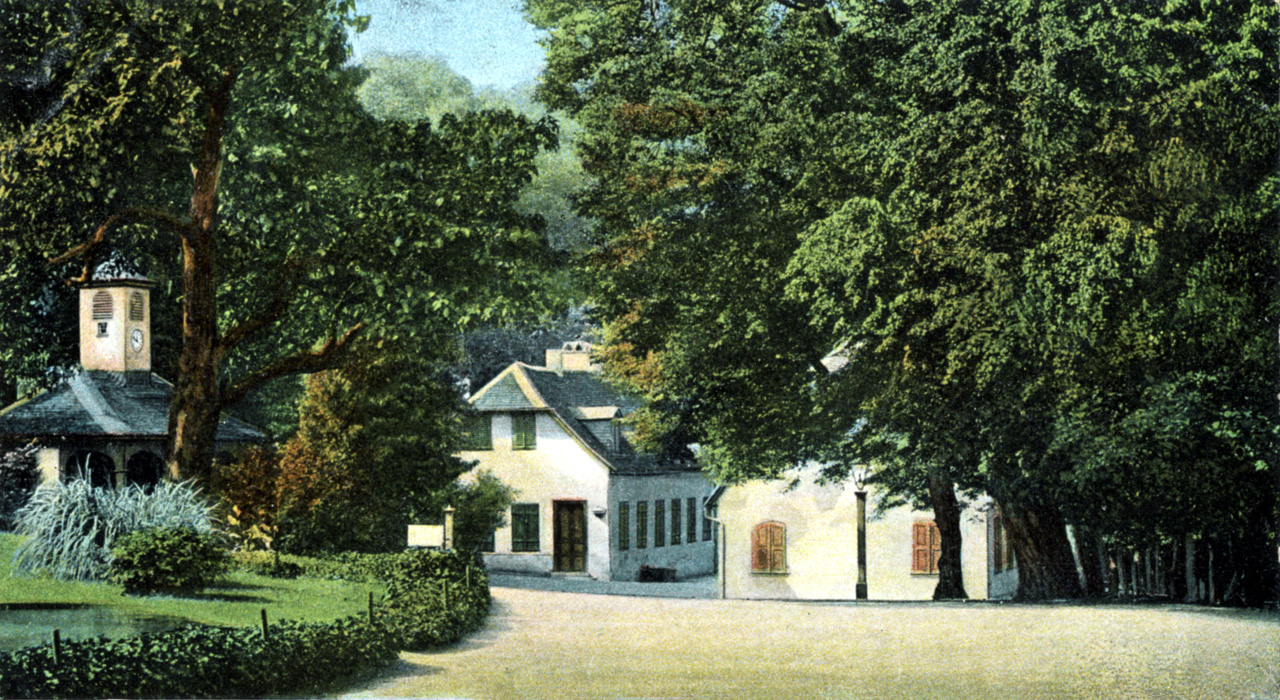
Літня резиденція

У 1790 році Луїза стала ландграфинею, а від 1806 — великою герцогинею Гессенською та Прирейнською. Від 1783 року вона регулярно проводила літні місяці у Staatspark Fürstenlager в Ауербаху. Це сприятливо діяло на місцеве населення. Герцогиня була популярною та шанованою особою. При її дворі знаходився Йоганн Вольфганг Гете. В салоні Фрідріх Шиллер читав свого «Дона Карлоса». Кажуть, Наполеон пообіцяв корону прекрасній Луїзі, яку вважав за одну з найрозумніших жінок тогочасності.
Померла в Ауербаху 24 жовтня 1829 у віці 68 років. Чоловік пережив її на півроку.

## Родина

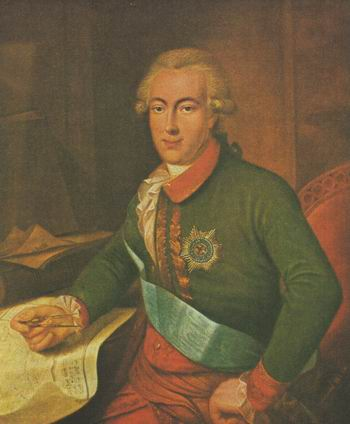
Людвіг I

Чоловік —  Людвіг I Гессенський
Діти:
- Людвіг (1777—1848) — наступний великий герцог Гессенський, був одружений із Вільгельміною Баденською, мав двох синів, також визнав дітей дружини, народжених під час роздільного проживання;
- Луїза Кароліна (1779—1811) — ожружена з принцом Ангальт-Кетенським Людвігом, мала двох синів, що померли молодими і не залишили нащадків;
- Георг (1780—1856) — принц Гессенський, генерал інфантерії, був морганатично одружений із Кароліною Отілією Терьок де Сендрьо, мав законну та позашлюбну доньок;
- Фрідріх (1788—1860) — принц Гессен-Дармштадтський, помер неодруженим;
- Еміль (1790—1856) — принц Гессен-Дармштадтський, помер неодруженим;
- Густав (1791—1806) — помер у 15 років.

## Вшанування пам'яті
На честь великої герцогині названи вулиця та площа у Дармштадті (Luisenstraße та Luisenplatz).